# STANLEY Engineered Fastening
STANLEY Engineered Fastening ist ein US-amerikanischer Hersteller von Befestigungstechnik mit Zentrale in New Britain (Connecticut), (USA). In Deutschland firmiert das Unternehmen als Tucker GmbH und hat seinen Sitz in Gießen.
Die Tucker GmbH wurde 1959 gegründet und gehörte seit 1972 zur Emhart Teknologies Group. Diese war Teil der Black&Decker Corporation in Towson, USA. Nach der Fusion zwischen The Stanley Works und Black & Decker im März 2010 entstand die StanleyBlack&Decker Corporation in New Britain (USA). 
Am 27. Februar 2013 übernahm Stanley Black & Decker die Infastech Firmengruppe mit Sitz in Singapur. Aus den ehemaligen Unternehmensgruppen Emhart Teknologies und Infastech  entstand so die Sparte STANLEY Engineered Fastening innerhalb des Stanley Black & Decker Konzerns. 
Rund 1500 Mitarbeiter an 15 europäischen Standorten entwickeln, produzieren und vertreiben Befestigungs- und Verbindungstechnik. Dazu gehören Metallelemente, wie Schweißbolzen, Stanzniete und Blindniete, ebenso wie die Maschinen und Anlagen, die für die Nutzung der Technik benötigt werden. Dazu gehören Bolzenschweißanlagen, Stanznietanlagen und Blindnietsetzgeräte. Eine weitere Produktlinie sind Kunststoff-Clips, die hauptsächlich auf Schweißbolzen gedrückt werden und verschiedene Befestigungsaufgaben erfüllen.

## Spezialisierung innerhalb der Befestigungstechnik
STANLEY Engineered Fastening ist in Europa spezialisiert auf die Befestigung von
- Leitungssystemen
- Bordnetzen
- Modulen und Baugruppen
- Verkleidungen und Abdeckungen
- Leisten und Dichtungen

## Weiterentwicklung der Fügetechnik
STANLEY Engineered Fastening hat sich in Europa auch auf das Fügen von verschiedenen Materialien im automobilen Leichtbau konzentriert. Fahrzeuge werden immer häufiger aus Mischbaumaterialien zusammengesetzt, wie beispielsweise hochfeste Stähle, Aluminium, kohlenstofffaserverstärkte Kunststoffe (CFK) oder Magnesium. Hauptziel der Fahrzeughersteller ist die Einsparung von Gewicht, was dem Treibstoffverbrauch und damit der Verringerung von Emissionen von Treibhausgasen durch das Fahrzeug zugutekommt. In diesem Umfeld kann mit den herkömmlichen thermischen Fügemethoden (Schweißen) nicht mehr gearbeitet werden. Verschiedene mechanische Fügemethoden ersetzen das Schweißen wie das
- Stanznieten mit Halbhohlniet
- Stanznieten mit Vollniet
- Blindnieten

Auch hier bietet das Unternehmen die gesamte Lösung, bestehend aus Fügeelementen und die dafür benötigten Setzgeräte und -Anlagen, sowie Schulung, technischer Service und Wartung.

## Kunden des Unternehmens
Zu den wichtigsten Kunden gehören Automobilhersteller, Nutzfahrzeughersteller, Hersteller von Weißer Ware, Elektronik und Metallverarbeitung, ebenso wie die Zuliefererindustrie.

## Marken
STANLEY Engineered Fastening ist Inhaber verschiedener Marken in der Befestigungstechnik.
- Tucker – „Lochloses“ Befestigen – beinhaltet Bolzenschweißgeräte, Schweißbolzen, Kunststoff-Clips, und Mechanisches Fügen (Stanznieten, Vollstanznieten und Clinchen).
- POPAvdel Nietsysteme steht für Blindniete und Setzgeräte.
- Vgrip steht für einen neuen Typ Blindniet, der den hohen Anforderungen der Automobilindustrie und ähnlichen Bedingungen gerecht wird.
- Stanley Assembly Technologies beinhaltet Schraubtechnik, Schraubabstützungen, Teleskope und intelligente Handlingsysteme.
- Weldfast steht für das direkte Aufschweißen von Metallhaltern und beinhaltet Halter und Schweißanlagen.
- Nutfast steht für das direkte Aufschweißen von Tucker Nuts (Schweißmuttern) und beinhaltet Muttern und Schweißanlagen.
- Plastifast steht für das automatische Setzen von Kunststoffclips in der Serienfertigung
- POPNut steht für Gewindeeinsätze und die dazu passenden Setzgeräte.
- POPBolt ist ein Setzsystem für M6-Bolzen mit einem Sortiment von Bolzen, Hülsen und Setzgeräten.
- Helicoil Gewindeeinsätze erzeugen hochfeste, verschleißfreie, thermisch belastbare Gewinde. Sie werden von der Böllhoff GmbH & Co. KG als Lizenzinhaber gefertigt und weltweit vertrieben. Stanley hat eine Lizenz für Reparaturanwendungen im Automotive-Bereich sowie für alle Nicht-Automotive-Anwendungen in Nordamerika.[1]
- Spiralock ist eine Innengewindeform (Muttergewinde), die Quervibrationen gegenüber besonders widerstandsfähig ist und so der Hauptursache gelockerter Gewinde entgegenwirkt.
- Dodge steht für Gewindeeinsätze für Kunststoffe.
- Gripco beinhaltet Muttern, Schweißmuttern und Käfigmuttern.

## Geschichte
1888 gründete George Tucker eine kleine Firma in Birmingham, UK, die Ösen für Lederschuhe herstellt. 1900 wurde die George Tucker Eyelet Company Teil der United Shoe Machinery Company (USM), USA. In den 1940er Jahren wurde aufgrund einer Anfrage aus der Flugzeugindustrie der erste POP „Blind“-Niet von der George Tucker Eyelet Company entwickelt. In den 1950er Jahren wurden Wachstumschancen für POP Niete auf den industriellen Absatzmärkten innerhalb der EWG erkannt. Die Tucker GmbH wurde 1959 in Gießen, Deutschland, gegründet. In den 1970er Jahren begann die Tucker GmbH mit der Herstellung von Bolzenschweißgeräten, Bolzen und Kunststoffteilen und lieferte diese an die Automobilindustrie. USM öffnete neue Filialen für Verbindungstechnik in Spanien, Frankreich und den skandinavischen Ländern. 1976 fusionierten USM und Hartford Empire zum Unternehmen Emhart. Emhart wurde 1989 von der Black & Decker Corporation aufgekauft. 1999 eröffnete die Tucker GmbH in Gießen eine neue, hochmoderne Kunststoff-Fertigung. 2010 fusionierte Black & Decker mit The Stanley Works und bildet seither die Stanley Black & Decker Corporation.